# دختر (فیلم ۱۹۸۷)
دختر (انگلیسی: The Girl) فیلمی بریتانیایی-سوئدی به کارگردانی ارنه ماتسون است که در سال ۱۹۸۷ منتشر شد. از بازیگران آن می‌توان به فرانکو نرو، کریستوفر لی، و کلیفورد رز اشاره کرد.